# Япония на летних Олимпийских играх 2012
Япония на летних Олимпийских играх 2012 представлена 293 спортсменами в двадцати четырёх видах спорта.

## Медалисты
| Медаль | Спортсмен                                 | Вид спорта            | Дисциплина                              | Дата       |
| ------ | ----------------------------------------- | --------------------- | --------------------------------------- | ---------- |
|        | Каори Мацумото                            | Дзюдо                 | Женщины, до 57 кг                       | 30 июля    |
|        | Кохэй Утимура                             | Спортивная гимнастика | Мужчины, абсолютное первенство          | 1 августа  |
|        | Хитоми Обара                              | Борьба                | Женщины, до 48 кг                       | 8 августа  |
|        | Каори Итё                                 | Борьба                | Женщины, до 63 кг                       | 8 августа  |
|        | Саори Ёсида                               | Борьба                | Женщины, до 55 кг                       | 9 августа  |
|        | Рёта Мурата                               | Бокс                  | Мужчины, до 75 кг                       | 11 августа |
|        | Тацухиро Ёнэмицу                          | Борьба                | Мужчины, до 66 кг, вольная борьба       | 12 августа |
|        | Хироаки Хираока                           | Дзюдо                 | Мужчины, до 60 кг                       | 28 июля    |
|        | Хироми Миякэ                              | Тяжёлая атлетика      | Женщины, до 48 кг                       | 28 июля    |
|        | Рики Накая                                | Дзюдо                 | Мужчины, до 73 кг                       | 30 июля    |
|        | Япония                                    | Спортивная гимнастика | Мужчины, командное первенство           | 29 июля    |
|        | Сатоми Судзуки                            | Плавание              | Женщины, 200 м, брасс                   | 2 августа  |
|        | Рёсукэ Ириэ                               | Плавание              | Мужчины, 200 м, на спине                | 2 августа  |
|        | Такахару Фурукава                         | Стрельба из лука      | Мужчины, индивидуальное первенство      | 3 августа  |
|        | Мика Сугимото                             | Дзюдо                 | Женщины, свыше 78 кг                    | 3 августа  |
|        | Япония                                    | Плавание              | Мужчины, комбин. эстафета 4×100 м       | 4 августа  |
|        | Мидзуки Фудзии Рэйка Какиива              | Бадминтон             | Женщины, парный разряд                  | 4 августа  |
|        | Кохэй Утимура                             | Спортивная гимнастика | Мужчины, вольные упражнения             | 5 августа  |
|        | Рё Миякэ Юки Ота Кэнта Тида Сугуру Авадзи | Фехтование            | Мужчины, рапира среди команд            | 5 августа  |
|        | Касуми Исикава Ай Фукухара Саяко Хирано   | Настольный теннис     | Женщины, командный разряд               | 7 августа  |
|        | Япония                                    | Футбол                | Женщины                                 | 9 августа  |
|        | Косукэ Хагино                             | Плавание              | Мужчины, 400 м, комплексное плавание    | 28 июля    |
|        | Масаси Эбинума                            | Дзюдо                 | Мужчины, до 66 кг                       | 29 июля    |
|        | Япония                                    | Стрельба из лука      | Женщины, командное первенство           | 29 июля    |
|        | Ая Тэракава                               | Плавание              | Женщины, 100 м, на спине                | 30 июля    |
|        | Рёсукэ Ириэ                               | Плавание              | Мужчины, 100 м, на спине                | 30 июля    |
|        | Сатоми Судзуки                            | Плавание              | Женщины, 100 м, брасс                   | 30 июля    |
|        | Ёсиэ Уэно                                 | Дзюдо                 | Женщины, до 63 кг                       | 31 июля    |
|        | Такэси Мацуда                             | Плавание              | Мужчины, 200 м, баттерфляй              | 31 июля    |
|        | Масаси Нисияма                            | Дзюдо                 | Мужчины, до 90 кг                       | 1 августа  |
|        | Рё Татэиси                                | Плавание              | Мужчины, 200 м, брасс                   | 1 августа  |
|        | Нацуми Хоси                               | Плавание              | Женщины, 200 м, баттерфляй              | 1 августа  |
|        | Япония                                    | Плавание              | Женщины, комбин. эстафета 4×100 м       | 4 августа  |
|        | Кодзи Мурофуси                            | Лёгкая атлетика       | Мужчины, метание молота                 | 5 августа  |
|        | Рютаро Мацумото                           | Борьба                | Мужчины, до 60 кг, греко-римская борьба | 6 августа  |
|        | Сатоси Симидзу                            | Бокс                  | Мужчины, до 56 кг                       | 10 августа |
|        | Синъити Юмото                             | Борьба                | Мужчины, до 55 кг, вольная борьба       | 10 августа |
|        | Япония                                    | Волейбол              | Женщины                                 | 11 августа |

## Результаты соревнований

### Бадминтон
Спортсменов — 11
Мужчины
| Соревнование     | Спортсмены                       | Групповой этап | Групповой этап | Групповой этап | 1/8 финала    | 1/4 финала    | 1/2 финала    | Финал         | Финал |
| Соревнование     | Спортсмены                       | 1 матч         | 2 матч         | 3 матч         | 1/8 финала    | 1/4 финала    | 1/2 финала    | Финал         | Финал |
| Соревнование     | Спортсмены                       | Соперник Счёт  | Соперник Счёт  | Соперник Счёт  | Соперник Счёт | Соперник Счёт | Соперник Счёт | Соперник Счёт | Место |
| ---------------- | -------------------------------- | -------------- | -------------- | -------------- | ------------- | ------------- | ------------- | ------------- | ----- |
| Одиночный разряд | Сё Сасаки                        |                |                |                |               |               |               |               |       |
| Одиночный разряд | Кэнъити Таго                     |                |                |                |               |               |               |               |       |
| Парный разряд    | Хирокацу Хасимото Нориясу Хирата |                |                |                |               |               |               |               |       |

Женщины
| Соревнование     | Спортсмены                   | Групповой этап | Групповой этап | Групповой этап | 1/8 финала    | 1/4 финала    | 1/2 финала    | Финал         | Финал |
| Соревнование     | Спортсмены                   | 1 матч         | 2 матч         | 3 матч         | 1/8 финала    | 1/4 финала    | 1/2 финала    | Финал         | Финал |
| Соревнование     | Спортсмены                   | Соперник Счёт  | Соперник Счёт  | Соперник Счёт  | Соперник Счёт | Соперник Счёт | Соперник Счёт | Соперник Счёт | Место |
| ---------------- | ---------------------------- | -------------- | -------------- | -------------- | ------------- | ------------- | ------------- | ------------- | ----- |
| Одиночный разряд | Саяка Сато                   |                |                |                |               |               |               |               |       |
| Парный разряд    | Мидзуки Фудзии Рэйка Какиива |                |                |                |               |               |               |               |       |
| Парный разряд    | Миюки Маэда Сатоко Суэцуна   |                |                |                |               |               |               |               |       |

Микст
| Соревнование | Спортсмены                | Групповой этап | Групповой этап | Групповой этап | 1/8 финала    | 1/4 финала    | 1/2 финала    | Финал         | Финал |
| Соревнование | Спортсмены                | 1 матч         | 2 матч         | 3 матч         | 1/8 финала    | 1/4 финала    | 1/2 финала    | Финал         | Финал |
| Соревнование | Спортсмены                | Соперник Счёт  | Соперник Счёт  | Соперник Счёт  | Соперник Счёт | Соперник Счёт | Соперник Счёт | Соперник Счёт | Место |
| ------------ | ------------------------- | -------------- | -------------- | -------------- | ------------- | ------------- | ------------- | ------------- | ----- |
| Микст        | Синтаро Икэда Рэйко Сиота |                |                |                |               |               |               |               |       |

### Бокс
Спортсменов — 4
Мужчины
| Соревнование | Спортсмены      | Первый раунд       | Второй раунд       | Четвертьфинал      | Полуфинал          | Финал              |
| Соревнование | Спортсмены      | Соперник Результат | Соперник Результат | Соперник Результат | Соперник Результат | Соперник Результат |
| ------------ | --------------- | ------------------ | ------------------ | ------------------ | ------------------ | ------------------ |
| до 52 кг     | Кацуаки Суса    |                    |                    |                    |                    |                    |
| до 56 кг     | Сатоси Симидзу  |                    |                    |                    |                    |                    |
| до 69 кг     | Ясухиро Судзуки |                    |                    |                    |                    |                    |
| до 75 кг     | Рёта Мурата     |                    |                    |                    |                    |                    |

### Борьба
Мужчины
Вольная борьба
| Соревнование | Спортсмены       | Первый раунд           | Второй раунд       | Четвертьфинал              | Полуфинал                | Финал                | Утешительный Полуфинал | Финал За 3-е место   | Место |
| Соревнование | Спортсмены       | Соперник Результат     | Соперник Результат | Соперник Результат         | Соперник Результат       | Соперник Результат   | Соперник Результат     | Соперник Результат   | Место |
| ------------ | ---------------- | ---------------------- | ------------------ | -------------------------- | ------------------------ | -------------------- | ---------------------- | -------------------- | ----- |
| до 55 кг     | Синъити Юмото    | не участвовал          | Ким (KOR) В 3-1    | Джабурян (ARM) В 3-0       | Хинчегашвили (GEO) П 1-3 | не участвовал        | не участвовал          | Великов (BUL) В 3-1  | 3     |
| до 60 кг     | Кэнъити Юмото    | не участвовал          | Бонне (CUB) В 3-1  | Аскеров (AZE) П 1-3        | не участвовал            | не участвовал        | Шлейхер (GER) В 3-1    | Скотт (USA) П 1-3    | =5    |
| до 66 кг     | Тацухиро Ёнэмицу | не участвовал          | Лопес (CUB) В 3-1  | Веранес Гарсия (CAN) В 3-1 | Гасанов (AZE) В 3-0      | Кумар (IND) В 3-0    | не участвовал          | не участвовал        | 1     |
| до 74 кг     | Сосукэ Такатани  | не участвовал          | Алиев (AZE) П 0-3  | Завершил выступление       | Завершил выступление     | Завершил выступление | Завершил выступление   | Завершил выступление | =16   |
| до 96 кг     | Такао Исокава    | Туамогелоа (ASA) В 5-0 | Мусаев (KGZ) П 1-3 | Завершил выступление       | Завершил выступление     | Завершил выступление | Завершил выступление   | Завершил выступление | =8    |

Греко-римская борьба
| Соревнование | Спортсмены       | Первый раунд       | Второй раунд         | Четвертьфинал          | Полуфинал            | Финал                | Утешительный Полуфинал | Финал За 3-е место    | Место |
| Соревнование | Спортсмены       | Соперник Результат | Соперник Результат   | Соперник Результат     | Соперник Результат   | Соперник Результат   | Соперник Результат     | Соперник Результат    | Место |
| ------------ | ---------------- | ------------------ | -------------------- | ---------------------- | -------------------- | -------------------- | ---------------------- | --------------------- | ----- |
| до 55 кг     | Кохэй Хасэгава   | не участвовал      | Тожиев (BLR) В 3-0   | Ниблом (DEN) П 0-3     | Завершил выступление | Завершил выступление | Завершил выступление   | Завершил выступление  | =10   |
| до 60 кг     | Рютаро Мацумото  | не участвовал      | Билиджи (TUR) В 3-0  | Бельмадани (FRA) В 3-0 | Норузи (IRI) П 1-3   | не участвовал        | не участвовал          | Кебиспаев (KAZ) В 5-0 | 3     |
| до 66 кг     | Цутому Фудзимура | Лестер (USA) П 0-3 | Завершил выступление | Завершил выступление   | Завершил выступление | Завершил выступление | Завершил выступление   | Завершил выступление  | =13   |
| до 96 кг     | Норикацу Саикава | не участвовал      | Лидберг (SWE) П 0-3  | Завершил выступление   | Завершил выступление | Завершил выступление | Завершил выступление   | Завершил выступление  | =11   |

Женщины
| Соревнование | Спортсмены    | Первый раунд       | Второй раунд         | Четвертьфинал         | Полуфинал             | Финал                 | Утешительный Полуфинал | Финал За 3-е место    | Место |
| Соревнование | Спортсмены    | Соперник Результат | Соперник Результат   | Соперник Результат    | Соперник Результат    | Соперник Результат    | Соперник Результат     | Соперник Результат    | Место |
| ------------ | ------------- | ------------------ | -------------------- | --------------------- | --------------------- | --------------------- | ---------------------- | --------------------- | ----- |
| до 48 кг     | Хитоми Обара  | не участвовала     | Мезиен (TUN) В 5-0   | Самбу (SEN) В 3-0     | Хвин (CAN) В 3-0      | Стадник (AZE) В 3-1   | не участвовала         | не участвовала        | 1     |
| до 55 кг     | Саори Ёсида   | не участвовала     | Кэмпбелл (USA) В 3-0 | Раткевич (AZE) В 3-0  | Коблова (RUS) В 3-0   | Вербик (CAN) В 3-0    | не участвовала         | не участвовала        | 1     |
| до 63 кг     | Каори Итё     | не участвовала     | Дюгренье (CAN) В 3-0 | Йоханссон (SWE) В 3-0 | Батцэцэг (MGL) В 3-0  | Цзин (CHN) В 3-0      | не участвовала         | не участвовала        | 1     |
| до 72 кг     | Кёко Хамагути | не участвовала     | Манюрова (KAZ) П 1-3 | Завершила выступление | Завершила выступление | Завершила выступление | Завершила выступление  | Завершила выступление | =11   |

### Велоспорт
Спортсменов —

#### Шоссейный велоспорт
Мужчины
| Соревнование     | Спортсмены | Время | Место |
| ---------------- | ---------- | ----- | ----- |
| групповая гонка  |            |       |       |
|                  |            |       |       |
| Раздельная гонка |            |       |       |

Женщины
| Соревнование    | Спортсмены | Время | Место |
| --------------- | ---------- | ----- | ----- |
| Групповая гонка |            |       |       |

#### Трековый велоспорт
Мужчины
| Соревнование     | Спортсмены | Квалификация | Квалификация | Первый раунд   | Второй раунд   | 1\4 финала     | 1\2 финала     | Финал Матч за 3-е место | Место |
| Соревнование     | Спортсмены | Время        | Место        | Соперник Время | Соперник Время | Соперник Время | Соперник Время | Соперник Время Очки     | Место |
| ---------------- | ---------- | ------------ | ------------ | -------------- | -------------- | -------------- | -------------- | ----------------------- | ----- |
| Спринт           |            |              |              |                |                |                |                |                         |       |
| Перезаезд        |            |              |              |                |                |                |                |                         |       |
| Командный спринт |            |              |              |                |                |                |                |                         |       |
| Кейрин           |            |              |              |                |                |                |                |                         |       |
| Перезаезд        |            |              |              |                |                |                |                |                         |       |

Женщины
| Соревнование | Спортсмены | Квалификация | Квалификация | Первый раунд   | Второй раунд   | 1\4 финала     | 1\2 финала     | Финал Матч за 3-е место | Место |
| Соревнование | Спортсмены | Время        | Место        | Соперник Время | Соперник Время | Соперник Время | Соперник Время | Соперник Время Очки     | Место |
| ------------ | ---------- | ------------ | ------------ | -------------- | -------------- | -------------- | -------------- | ----------------------- | ----- |
| Спринт       |            |              |              |                |                |                |                |                         |       |
| Перезаезд    |            |              |              |                |                |                |                |                         |       |

#### Маунтинбайк
Мужчины
| Соревнование | Спортсмены | Результат | Отставание | Место |
| ------------ | ---------- | --------- | ---------- | ----- |
| Кросс-кантри |            |           |            |       |

### Водные виды спорта

#### Плавание
Спортсменов —
В следующий раунд на каждой дистанции проходят лучшие спортсмены по времени, независимо от места занятого в своём заплыве.
Мужчины
| Соревнование                 | Спортсмен | Предварительные заплывы | Предварительные заплывы | Полуфиналы | Полуфиналы | Финал     | Финал |
| Соревнование                 | Спортсмен | Результат               | Место                   | Результат  | Место      | Результат | Место |
| ---------------------------- | --------- | ----------------------- | ----------------------- | ---------- | ---------- | --------- | ----- |
| 50 м вольный стиль           |           |                         |                         |            |            |           |       |
| 100 м вольный стиль          |           |                         |                         |            |            |           |       |
| 200 м вольный стиль          |           |                         |                         |            |            |           |       |
|                              |           |                         |                         |            |            |           |       |
| 400 м вольный стиль          |           |                         |                         |            |            |           |       |
|                              |           |                         |                         |            |            |           |       |
| 1500 м вольный стиль         |           |                         |                         |            |            |           |       |
|                              |           |                         |                         |            |            |           |       |
| 100 м баттерфляй             |           |                         |                         |            |            |           |       |
|                              |           |                         |                         |            |            |           |       |
| 200 м баттерфляй             |           |                         |                         |            |            |           |       |
|                              |           |                         |                         |            |            |           |       |
| 100 м на спине               |           |                         |                         |            |            |           |       |
|                              |           |                         |                         |            |            |           |       |
| 200 м на спине               |           |                         |                         |            |            |           |       |
|                              |           |                         |                         |            |            |           |       |
| 100 м брасс                  |           |                         |                         |            |            |           |       |
|                              |           |                         |                         |            |            |           |       |
| 200 м брасс                  |           |                         |                         |            |            |           |       |
|                              |           |                         |                         |            |            |           |       |
| 200 м комплекс               |           |                         |                         |            |            |           |       |
|                              |           |                         |                         |            |            |           |       |
| 400 м комплекс               |           |                         |                         |            |            |           |       |
|                              |           |                         |                         |            |            |           |       |
| 4×100 м вольный стиль        |           |                         |                         |            |            |           |       |
| 4×200 м вольный стиль        |           |                         |                         |            |            |           |       |
| 4×100 метров комбинированная |           |                         |                         |            |            |           |       |

Женщины
| Соревнование                 | Спортсмен | Предварительный раунд | Предварительный раунд | Полуфинал | Полуфинал | Финал     | Финал |
| Соревнование                 | Спортсмен | Результат             | Место                 | Результат | Место     | Результат | Место |
| ---------------------------- | --------- | --------------------- | --------------------- | --------- | --------- | --------- | ----- |
| 50 м вольный стиль           |           |                       |                       |           |           |           |       |
| 100 м вольный стиль          |           |                       |                       |           |           |           |       |
| 200 м вольный стиль          |           |                       |                       |           |           |           |       |
| 100 м баттерфляй             |           |                       |                       |           |           |           |       |
|                              |           |                       |                       |           |           |           |       |
| 100 м на спине               |           |                       |                       |           |           |           |       |
|                              |           |                       |                       |           |           |           |       |
| 200 м на спине               |           |                       |                       |           |           |           |       |
|                              |           |                       |                       |           |           |           |       |
| 100 м брасс                  |           |                       |                       |           |           |           |       |
|                              |           |                       |                       |           |           |           |       |
| 200 м брасс                  |           |                       |                       |           |           |           |       |
|                              |           |                       |                       |           |           |           |       |
| 200 м комплекс               |           |                       |                       |           |           |           |       |
|                              |           |                       |                       |           |           |           |       |
| 400 м комплекс               |           |                       |                       |           |           |           |       |
|                              |           |                       |                       |           |           |           |       |
| 4×100 м вольный стиль        |           |                       |                       |           |           |           |       |
| 4×200 м вольный стиль        |           |                       |                       |           |           |           |       |
| 4×100 метров комбинированная |           |                       |                       |           |           |           |       |

#### Прыжки в воду
Спортсменов — 1
Женщины
| Соревнование     | Спортсмены   | Предварительный раунд | Предварительный раунд | Полуфинал | Полуфинал | Финал     | Финал |
| Соревнование     | Спортсмены   | Результат             | Место                 | Результат | Место     | Результат | Место |
| ---------------- | ------------ | --------------------- | --------------------- | --------- | --------- | --------- | ----- |
| Вышка, 10 метров | Маи Накагава |                       |                       |           |           |           |       |

### Гимнастика
Спортсменов — 19

#### Спортивная гимнастика
В квалификационном раунде проходил отбор, как в финал командного многоборья, так и в финалы личных дисциплин. В финал индивидуального многоборья отбиралось 24 спортсмена с наивысшими результатами, а в финалы отдельных упражнений по 8 спортсменов, причём в финале личных дисциплин страна не могла быть представлена более, чем 2 спортсменами. В командном многоборье в квалификации на каждом снаряде выступали по 4 спортсмена, а в зачёт шли три лучших результата. В финале командных соревнований на каждом снаряде выступало по три спортсмена и все три результата шли в зачёт.
Определение серебряного призёра игр в командном многоборье у мужчин закончилось скандалом. Перед последним упражнением второе место занимала сборная Японии, которая опережала сборные Великобритании и Украины на значительное число очков. В последней смене японцам предстояло выступать на коне-махе. Первыми выступали Рёхэй Като и Кадзухито Танака, которые набрали 14,766 и 13,433 баллов. Последним на снаряде выступал Кохэй Утимура, которому, чтобы сборная Японии осталась на втором месте, необходимо было набрать 13,930 балла. Но японский спортсмен совершил ошибку при приземлении со снаряда и судьи поставили Утимуре 13,466, что отодвигало сборную Японии на 4-е место. Японские тренеры подали протест на выставленные оценки. Судейская бригада пересмотрела выступление японца и добавила спортсмену 0,7 балла, что позволило сборной Японии занять второе место, а сборная Великобритании стала бронзовыми призёрами турнира.
Мужчины
| Соревнование              | Спортсмены                                                           | Квалификация | Квалификация | Финал   | Финал |
| Соревнование              | Спортсмены                                                           | Баллы        | Место        | Баллы   | Место |
| ------------------------- | -------------------------------------------------------------------- | ------------ | ------------ | ------- | ----- |
| Командное многоборье      | Рёхэй Като Кадзухито Танака Юсукэ Танака Кохэй Утимура Кодзи Ямамуро | 270,503      | 5            | 271,952 | 2     |
| Индивидуальное многоборье |                                                                      |              |              |         |       |
| Вольные упражнения        |                                                                      |              |              |         |       |
| Конь                      |                                                                      |              |              |         |       |
| Кольца                    |                                                                      |              |              |         |       |
| Опорный прыжок            |                                                                      |              |              |         |       |
| Параллельные брусья       |                                                                      |              |              |         |       |
| Перекладина               |                                                                      |              |              |         |       |

Женщины
| Соревнование          | Спортсмен | Вольные упражнения | Вольные упражнения | Бревно | Бревно | Брусья | Брусья | Опорный прыжок | Опорный прыжок | Абсолютное первенство | Абсолютное первенство |
| Соревнование          | Спортсмен | Очки               | Место              | Очки   | Место  | Очки   | Место  | Очки           | Место          | Очки                  | Место                 |
| --------------------- | --------- | ------------------ | ------------------ | ------ | ------ | ------ | ------ | -------------- | -------------- | --------------------- | --------------------- |
| абсолютное первенство |           |                    |                    |        |        |        |        |                |                |                       |                       |
|                       |           |                    |                    |        |        |        |        |                |                |                       |                       |
|                       |           |                    |                    |        |        |        |        |                |                |                       |                       |
|                       |           |                    |                    |        |        |        |        |                |                |                       |                       |
|                       |           |                    |                    |        |        |        |        |                |                |                       |                       |
| командное первенство  |           |                    |                    |        |        |        |        |                |                |                       |                       |

#### Художественная гимнастика
Женщины
| Соревнование         | Спортсменки | Квалификация | Квалификация | Финал | Финал |
| Соревнование         | Спортсменки | Очки         | Место        | Очки  | Место |
| -------------------- | ----------- | ------------ | ------------ | ----- | ----- |
| групповое многоборье |             |              |              |       |       |

#### Прыжки на батуте
Мужчины
| Соревнование      | Спортсмены | Квалификация | Квалификация | Финал | Финал |
| Соревнование      | Спортсмены | Очки         | Место        | Очки  | Место |
| ----------------- | ---------- | ------------ | ------------ | ----- | ----- |
| личное первенство |            |              |              |       |       |
|                   |            |              |              |       |       |

Женщины
| Соревнование      | Спортсмены | Квалификация | Квалификация | Финал | Финал |
| Соревнование      | Спортсмены | Очки         | Место        | Очки  | Место |
| ----------------- | ---------- | ------------ | ------------ | ----- | ----- |
| личное первенство |            |              |              |       |       |

### Гребля на байдарках и каноэ
Спортсменов —

#### Гребля на гладкой воде
Мужчины
| Соревнование | Спортсмены | Предварительный этап | Предварительный этап | Полуфиналы | Полуфиналы | Финал | Финал |
| Соревнование | Спортсмены | Время                | Место                | Время      | Место      | Время | Место |
| ------------ | ---------- | -------------------- | -------------------- | ---------- | ---------- | ----- | ----- |
| Б-2, 200 м   |            |                      |                      |            |            |       |       |

Женщины
| Соревнование | Спортсмены | Предварительный этап | Предварительный этап | Полуфиналы | Полуфиналы | Финал | Финал |
| Соревнование | Спортсмены | Время                | Место                | Время      | Место      | Время | Место |
| ------------ | ---------- | -------------------- | -------------------- | ---------- | ---------- | ----- | ----- |
| Б-1, 200 м   |            |                      |                      |            |            |       |       |
| Б-1, 500 м   |            |                      |                      |            |            |       |       |
| Б-2, 500 м   |            |                      |                      |            |            |       |       |

#### Гребной слалом
Мужчины
| Соревнование | Спортсмены   | Предварительный этап | Предварительный этап | Предварительный этап | Предварительный этап | Предварительный этап | Предварительный этап | Предварительный этап | Полуфинал | Полуфинал | Полуфинал | Полуфинал | Финал  | Финал | Финал  | Финал |
| Соревнование | Спортсмены   | 1 попытка            | 1 попытка            | 1 попытка            | 2 попытка            | 2 попытка            | 2 попытка            | Место                | Полуфинал | Полуфинал | Полуфинал | Полуфинал | Финал  | Финал | Финал  | Финал |
| Соревнование | Спортсмены   | Время                | Штраф                | Итог                 | Время                | Штраф                | Итог                 | Место                | Время     | Штраф     | Итог      | Место     | Время  | Штраф | Итог   | Место |
| ------------ | ------------ | -------------------- | -------------------- | -------------------- | -------------------- | -------------------- | -------------------- | -------------------- | --------- | --------- | --------- | --------- | ------ | ----- | ------ | ----- |
| Б-1          |              |                      |                      |                      |                      |                      |                      |                      |           |           |           |           |        |       |        |       |
| К-1          | Такуя Ханэда | 95,13                | 6                    | 101,13               | 92,72                | 0                    | 92,72                | 3                    | 104,16    | 0         | 104,16    | 6         | 108,62 | 2     | 110,62 | 7     |

Женщины
| Соревнование | Спортсмены  | Предварительный этап | Предварительный этап | Предварительный этап | Предварительный этап | Предварительный этап | Предварительный этап | Предварительный этап | Полуфинал             | Полуфинал             | Полуфинал             | Полуфинал             | Финал                 | Финал                 | Финал                 | Финал                 |
| Соревнование | Спортсмены  | 1 попытка            | 1 попытка            | 1 попытка            | 2 попытка            | 2 попытка            | 2 попытка            | Место                | Полуфинал             | Полуфинал             | Полуфинал             | Полуфинал             | Финал                 | Финал                 | Финал                 | Финал                 |
| Соревнование | Спортсмены  | Время                | Штраф                | Итог                 | Время                | Штраф                | Итог                 | Место                | Время                 | Штраф                 | Итог                  | Место                 | Время                 | Штраф                 | Итог                  | Место                 |
| ------------ | ----------- | -------------------- | -------------------- | -------------------- | -------------------- | -------------------- | -------------------- | -------------------- | --------------------- | --------------------- | --------------------- | --------------------- | --------------------- | --------------------- | --------------------- | --------------------- |
| К-1          | Моэ Кайфути |                      |                      | 171,63               |                      |                      | 121,29               | 19                   | Завершила выступление | Завершила выступление | Завершила выступление | Завершила выступление | Завершила выступление | Завершила выступление | Завершила выступление | Завершила выступление |

### Дзюдо
Спортсменов — 14
Соревнования по дзюдо проводились по системе на выбывание. Утешительные встречи проводились между спортсменами, потерпевшими поражение в четвертьфинале турнира. Победители утешительных встреч встречались в схватке за 3-е место со спортсменами, проигравшими в полуфинале в противоположной половине турнирной сетки.
Мужчины
| Категория    | Спортсмены      | 1/32 финала        | 1/16 финала                          | 1/8 финала                             | Четвертьфинал                      | Полуфинал                         | Финал                                | Место |
| Категория    | Спортсмены      | Соперник Результат | Соперник Результат                   | Соперник Результат                     | Соперник Результат                 | Соперник Результат                | Соперник Результат                   | Место |
| ------------ | --------------- | ------------------ | ------------------------------------ | -------------------------------------- | ---------------------------------- | --------------------------------- | ------------------------------------ | ----- |
| до 60 кг     | Хироаки Хираока | Не участвовал      | Эшли Маккензи (GBR) поб. 0002 — 1110 | Артём Аршанский (ISR) поб. 0120 — 0000 | Софьян Милу (FRA) поб. 0012 — 0010 | Элио Верде (ITA) поб. 1100 — 0000 | Арсен Галстян (RUS) пор. 0000 — 1000 | 2     |
| до 66 кг     |                 | Не участвовал      |                                      |                                        |                                    |                                   |                                      |       |
| до 73 кг     |                 | Не участвовал      |                                      |                                        |                                    |                                   |                                      |       |
| до 81 кг     |                 | Не участвовал      |                                      |                                        |                                    |                                   |                                      |       |
| до 90 кг     | Масаси Нисияма  |                    |                                      |                                        |                                    |                                   |                                      |       |
| до 100 кг    |                 |                    |                                      |                                        |                                    |                                   |                                      |       |
| свыше 100 кг |                 |                    |                                      |                                        |                                    |                                   |                                      |       |

Женщины
| Категория   | Спортсмены | 1/16 финала        | 1/8 финала         | Четвертьфинал      | Полуфинал          | Финал              | Место |
| Категория   | Спортсмены | Соперник Результат | Соперник Результат | Соперник Результат | Соперник Результат | Соперник Результат | Место |
| ----------- | ---------- | ------------------ | ------------------ | ------------------ | ------------------ | ------------------ | ----- |
| до 48 кг    |            |                    |                    |                    |                    |                    |       |
| до 52 кг    |            | Не участвовала     |                    |                    |                    |                    |       |
| до 57 кг    |            |                    |                    |                    |                    |                    |       |
| до 63 кг    |            |                    |                    |                    |                    |                    |       |
| до 70 кг    |            | Не участвовала     |                    |                    |                    |                    |       |
| до 78 кг    |            |                    |                    |                    |                    |                    |       |
| свыше 78 кг |            | Не участвовала     |                    |                    |                    |                    |       |

### Конный спорт

#### Выездка
| Соревнование              | Спортсмены | Большой Приз | Большой Приз | Переездка Большого Приза | Переездка Большого Приза | КЮР Большого Приза | КЮР Большого Приза | Всего     | Всего |
| Соревнование              | Спортсмены | Результат    | Место        | Результат                | Место                    | Результат          | Место              | Результат | Место |
| ------------------------- | ---------- | ------------ | ------------ | ------------------------ | ------------------------ | ------------------ | ------------------ | --------- | ----- |
| Индивидуальное первенство |            |              |              |                          |                          |                    |                    |           |       |

#### Троеборье
| Соревнование              | Спортсмены | Манежная езда | Манежная езда | Кросс     | Кросс | Конкур    | Конкур | Финальный конкур | Финальный конкур | Всего     | Всего |
| Соревнование              | Спортсмены | Результат     | Место         | Результат | Место | Результат | Место  | Результат        | Место            | Результат | Место |
| ------------------------- | ---------- | ------------- | ------------- | --------- | ----- | --------- | ------ | ---------------- | ---------------- | --------- | ----- |
| индивидуальное первенство |            |               |               |           |       |           |        |                  |                  |           |       |
|                           |            |               |               |           |       |           |        |                  |                  |           |       |
|                           |            |               |               |           |       |           |        |                  |                  |           |       |
|                           |            |               |               |           |       |           |        |                  |                  |           |       |
|                           |            |               |               |           |       |           |        |                  |                  |           |       |
| командное первенство      |            |               |               |           |       |           |        |                  |                  |           |       |

#### Конкур
В каждом из раундов спортсменам необходимо было пройти дистанцию с разным количеством препятствий и разным лимитом времени. За каждое сбитое препятствие спортсмену начислялось 4 штрафных балла, за превышение лимита времени 1 штрафное очко (за каждые 5 секунд).
| Соревнование              | Спортсмены                 | Квалификация | Квалификация | Квалификация          | Квалификация          | Квалификация          | Квалификация          | Квалификация          | Квалификация          | Финал                 | Финал                 | Финал                 | Финал                 | Финал |
| Соревнование              | Спортсмены                 | 1 раунд      | 1 раунд      | 2 раунд               | Всего                 | Всего                 | 3 раунд               | Всего                 | Всего                 | Финал A               | Финал A               | Финал B               | Всего                 | Всего |
| Соревнование              | Спортсмены                 | Штраф        | Место        | Штраф                 | Штраф                 | Место                 | Штраф                 | Штраф                 | Место                 | Штраф                 | Место                 | Штраф                 | Штраф                 | Место |
| ------------------------- | -------------------------- | ------------ | ------------ | --------------------- | --------------------- | --------------------- | --------------------- | --------------------- | --------------------- | --------------------- | --------------------- | --------------------- | --------------------- | ----- |
| Индивидуальное первенство | Тайдзо Сугитани на Авенцио | 0            | 1 (Q)        | 4                     | 4                     | 17 (Q)                | 8                     | 12                    | 26 (Q)                | 14                    | 33                    | Завершил выступление  | Завершил выступление  | 33    |
| Индивидуальное первенство | Рэйко Такэда на Ари        | 22           | 71 (Q)       | Завершила выступление | Завершила выступление | Завершила выступление | Завершила выступление | Завершила выступление | Завершила выступление | Завершила выступление | Завершила выступление | Завершила выступление | Завершила выступление | 64    |

### Лёгкая атлетика
Спортсменов —
Мужчины
| Дисциплина      | Спортсмен | Предварительный раунд | Предварительный раунд | Четвертьфиналы | Четвертьфиналы | Полуфиналы | Полуфиналы | Финал     | Финал |
| Дисциплина      | Спортсмен | Результат             | Место                 | Результат      | Место          | Результат  | Место      | Результат | Место |
| --------------- | --------- | --------------------- | --------------------- | -------------- | -------------- | ---------- | ---------- | --------- | ----- |
| 100 м           |           |                       |                       |                |                |            |            |           |       |
| 200 м           |           |                       |                       |                |                |            |            |           |       |
|                 |           |                       |                       |                |                |            |            |           |       |
|                 |           |                       |                       |                |                |            |            |           |       |
| 400 м           |           |                       |                       |                |                |            |            |           |       |
| 5 000 м         |           |                       |                       |                |                |            |            |           |       |
| 10 000 м        |           |                       |                       |                |                |            |            |           |       |
|                 |           |                       |                       |                |                |            |            |           |       |
|                 |           |                       |                       |                |                |            |            |           |       |
| 400 м с/б       |           |                       |                       |                |                |            |            |           |       |
|                 |           |                       |                       |                |                |            |            |           |       |
|                 |           |                       |                       |                |                |            |            |           |       |
| марафон         |           |                       |                       |                |                |            |            |           |       |
|                 |           |                       |                       |                |                |            |            |           |       |
|                 |           |                       |                       |                |                |            |            |           |       |
| ходьба на 20 км |           |                       |                       |                |                |            |            |           |       |
|                 |           |                       |                       |                |                |            |            |           |       |
|                 |           |                       |                       |                |                |            |            |           |       |
| ходьба на 50 км |           |                       |                       |                |                |            |            |           |       |
|                 |           |                       |                       |                |                |            |            |           |       |
|                 |           |                       |                       |                |                |            |            |           |       |
| прыжки с шестом |           |                       |                       |                |                |            |            |           |       |
| метание копья   |           |                       |                       |                |                |            |            |           |       |
| метание молота  |           |                       |                       |                |                |            |            |           |       |
| десятиборье     |           |                       |                       |                |                |            |            |           |       |

Женщины
| Дисциплина      | Спортсмен | Предварительный раунд | Предварительный раунд | Четвертьфиналы | Четвертьфиналы | Полуфиналы | Полуфиналы | Финал     | Финал |
| Дисциплина      | Спортсмен | Результат             | Место                 | Результат      | Место          | Результат  | Место      | Результат | Место |
| --------------- | --------- | --------------------- | --------------------- | -------------- | -------------- | ---------- | ---------- | --------- | ----- |
| 100 м           |           |                       |                       |                |                |            |            |           |       |
| 200 м           |           |                       |                       |                |                |            |            |           |       |
| 5 000 м         |           |                       |                       |                |                |            |            |           |       |
|                 |           |                       |                       |                |                |            |            |           |       |
| 10 000 м        |           |                       |                       |                |                |            |            |           |       |
|                 |           |                       |                       |                |                |            |            |           |       |
| 400 м с/б       |           |                       |                       |                |                |            |            |           |       |
| марафон         |           |                       |                       |                |                |            |            |           |       |
|                 |           |                       |                       |                |                |            |            |           |       |
|                 |           |                       |                       |                |                |            |            |           |       |
| ходьба на 20 км |           |                       |                       |                |                |            |            |           |       |
|                 |           |                       |                       |                |                |            |            |           |       |
|                 |           |                       |                       |                |                |            |            |           |       |
| метание копья   |           |                       |                       |                |                |            |            |           |       |

### Настольный теннис
Спортсменов — 4
Соревнования по настольному теннису проходили по системе плей-офф. Каждый матч продолжался до тех пор, пока один из теннисистов не выигрывал 4 партии. Сильнейшие 16 спортсменов начинали соревнования с третьего раунда, следующие 16 по рейтингу стартовали со второго раунда.
Мужчины
| Соревнование     | Спортсмены         | Квалификация       | Первый раунд       | Второй раунд       | Третий раунд                 | 1/8 финала                    | Четвертьфинал           | Полуфинал            | Финал                | Место |
| Соревнование     | Спортсмены         | Соперник Результат | Соперник Результат | Соперник Результат | Соперник Результат           | Соперник Результат            | Соперник Результат      | Соперник Результат   | Соперник Результат   | Место |
| ---------------- | ------------------ | ------------------ | ------------------ | ------------------ | ---------------------------- | ----------------------------- | ----------------------- | -------------------- | -------------------- | ----- |
| Одиночный разряд | Сэйя Кисикава (12) | Не участвовал      | Не участвовал      | Не участвовал      | П. Гионис (GRE) (21) В 4:3   | О Сан Ын (KOR) (7) В 4:1      | Ван Хао (CHN) (2) П 0:4 | Завершил выступление | Завершил выступление | 5     |
| Одиночный разряд | Дзюн Мидзутани (3) | Не участвовал      | Не участвовал      | Не участвовал      | Э.-С. Лашин (EGY) (49) В 4:1 | Микаэль Мэйс (DEN) (13) П 0:4 | Завершил выступление    | Завершил выступление | Завершил выступление | 9     |

Женщины
| Соревнование     | Спортсмены     | Предварительный раунд | Первый раунд       | Второй раунд       | Третий раунд       | Четвёртый раунд    | Четвертьфинал      | Полуфинал          | Финал              |
| Соревнование     | Спортсмены     | Соперник Результат    | Соперник Результат | Соперник Результат | Соперник Результат | Соперник Результат | Соперник Результат | Соперник Результат | Соперник Результат |
| ---------------- | -------------- | --------------------- | ------------------ | ------------------ | ------------------ | ------------------ | ------------------ | ------------------ | ------------------ |
| Одиночный разряд | Касуми Исикава |                       |                    |                    |                    |                    |                    |                    |                    |
| Одиночный разряд | Ай Фукухара    |                       |                    |                    |                    |                    |                    |                    |                    |

### Парусный спорт
Спортсменов — 9
Соревнования по парусному спорту в каждом из классов состояли из 10 гонок, за исключением класса 49er, где проводилось 15 заездов. В каждой гонке спортсмены стартовали одновременно. Победителем каждой из гонок становился экипаж, первым пересекший финишную черту. Количество очков, идущих в общий зачёт, соответствовало занятому командой месту. 10 лучших экипажей по результатам 10 гонок попадали в медальную гонку, результаты которой также шли в общий зачёт. В случае если участник соревнований не смог завершить гонку ему начислялось количество очков, равное количеству участников плюс один. При итоговом подсчёте очков не учитывался худший результат, показанный экипажем в одной из гонок. Сборная, набравшая наименьшее количество очков, становится олимпийским чемпионом.
Мужчины
| Класс | Спортсмены       | Гонка | Гонка | Гонка | Гонка | Гонка | Гонка | Гонка | Гонка | Гонка | Гонка | Гонка         | Очки | Место |
| Класс | Спортсмены       | 1     | 2     | 3     | 4     | 5     | 6     | 7     | 8     | 9     | 10    | M             | Очки | Место |
| ----- | ---------------- | ----- | ----- | ----- | ----- | ----- | ----- | ----- | ----- | ----- | ----- | ------------- | ---- | ----- |
| RS:X  | Макото Томидзава | 25    | 25    | 25    | 29    | 24    | 26    | 34    | 30    | 21    | 4     | Не участвовал | 209  | 28    |
| 470   |                  |       |       |       |       |       |       |       |       |       |       |               |      |       |

Женщины
| Класс        | Спортсмены | Гонка | Гонка | Гонка | Гонка | Гонка | Гонка | Гонка | Гонка | Гонка | Гонка | Гонка | Очки | Место |
| Класс        | Спортсмены | 1     | 2     | 3     | 4     | 5     | 6     | 7     | 8     | 9     | 10    | M     | Очки | Место |
| ------------ | ---------- | ----- | ----- | ----- | ----- | ----- | ----- | ----- | ----- | ----- | ----- | ----- | ---- | ----- |
| RS:X         |            |       |       |       |       |       |       |       |       |       |       |       |      |       |
| 470          |            |       |       |       |       |       |       |       |       |       |       |       |      |       |
| Лазер Радиал |            |       |       |       |       |       |       |       |       |       |       |       |      |       |

Открытый класс
| Класс | Спортсмены | Гонка | Гонка | Гонка | Гонка | Гонка | Гонка | Гонка | Гонка | Гонка | Гонка | Гонка | Гонка | Гонка | Гонка | Гонка | Гонка | Очки | Место |
| Класс | Спортсмены | 1     | 2     | 3     | 4     | 5     | 6     | 7     | 8     | 9     | 10    | 11    | 12    | 13    | 14    | 15    | M     | Очки | Место |
| ----- | ---------- | ----- | ----- | ----- | ----- | ----- | ----- | ----- | ----- | ----- | ----- | ----- | ----- | ----- | ----- | ----- | ----- | ---- | ----- |
| 49er  |            |       |       |       |       |       |       |       |       |       |       |       |       |       |       |       |       |      |       |

### Современное пятиборье
Спортсменов — 3
Современное пятиборье включает в себя: стрельбу, плавание, фехтование, верховую езду и бег. Впервые в истории соревнования по современному пятиборью проводились в новом формате. Бег и стрельба были объединены в один вид — комбайн. В комбайне спортсмены стартовали с гандикапом, набранным за предыдущие три дисциплины (4 очка = 1 секунда). Олимпийским чемпионом становится спортсмен, который пересекает финишную линию первым.
Мужчины
| Соревнование              | Спортсмены    | Фехтование | Фехтование | Фехтование | Плавание | Плавание | Плавание | Верховая езда | Верховая езда | Верховая езда | Комбайн  | Комбайн | Комбайн | Всего     | Всего |
| Соревнование              | Спортсмены    | Побед      | Очки       | Место      | Время    | Очки     | Место    | Штраф         | Очки          | Место         | Время    | Очки    | Место   | Результат | Место |
| ------------------------- | ------------- | ---------- | ---------- | ---------- | -------- | -------- | -------- | ------------- | ------------- | ------------- | -------- | ------- | ------- | --------- | ----- |
| Индивидуальное первенство | Синъити Томии | 18         | 832        | 11         | 2:01,19  | 1348     | 6        | 112           | 1088          | 25            | 11:19,03 | 5552    | 29      | 5552      | 22    |

Женщины
| Соревнование              | Спортсмены    | Фехтование | Фехтование | Фехтование | Плавание  | Плавание | Плавание | Верховая езда | Верховая езда | Верховая езда | Комбайн   | Комбайн | Комбайн | Всего     | Всего |
| Соревнование              | Спортсмены    | Побед      | Очки       | Место      | Результат | Очки     | Место    | Результат     | Очки          | Место         | Результат | Очки    | Место   | Результат | Место |
| ------------------------- | ------------- | ---------- | ---------- | ---------- | --------- | -------- | -------- | ------------- | ------------- | ------------- | --------- | ------- | ------- | --------- | ----- |
| Индивидуальное первенство | Сино Яманака  | 7          | 568        | 36         | 2:30,36   | 996      | 35       | 64            | 1136          | 15            | 11:58.56  | 2128    | 8       | 4828      | 30    |
| Индивидуальное первенство | Наруми Куросу | 8          | 592        | 35         | 2:22.39   | 1092     | 28       | 496           | 33            | 704           | 13:52.94  | 1672    | 35      | 4060      | 34    |

### Стрельба
Спортсменов — 4
По итогам квалификации 6 или 8 лучших спортсменов (в зависимости от дисциплины), набравшие наибольшее количество очков, проходили в финал. Победителем соревнований становился стрелок, набравший наибольшую сумму очков по итогам квалификации и финала. В пулевой стрельбе в финале количество очков за попадание в каждой из попыток измерялось с точностью до десятой.
Мужчины
| Соревнование                          | Спортсмены    | Квалификация | Квалификация | Финал                | Всего                | Всего                |
| Соревнование                          | Спортсмены    | Результат    | Место        | Финал                | Результат            | Место                |
| ------------------------------------- | ------------- | ------------ | ------------ | -------------------- | -------------------- | -------------------- |
| Винтовка лёжа, 50 метров              |               |              |              |                      |                      |                      |
| Винтовка из трёх положений, 50 метров | Мидори Ядзима | 1148         | 39           | Завершил выступление | Завершил выступление | Завершил выступление |
| Пистолет, 50 метров                   |               |              |              |                      |                      |                      |

Женщины
| Соревнование        | Спортсмены | Квалификация | Квалификация | Финал | Всего     | Всего |
| Соревнование        | Спортсмены | Результат    | Место        | Финал | Результат | Место |
| ------------------- | ---------- | ------------ | ------------ | ----- | --------- | ----- |
| пистолет, 25 метров |            |              |              |       |           |       |
| трап                |            |              |              |       |           |       |

### Стрельба из лука
Спортсменов — 6
Мужчины
| Соревнование              | Спортсмены                               | Квалификация | Квалификация | 1/32 финала                   | 1/16 финала                        | 1/8 финала                                    | Четвертьфинал                            | Полуфинал                           | Финал                         | Место |
| Соревнование              | Спортсмены                               | Результат    | Место        | Соперник Результат            | Соперник Результат                 | Соперник Результат                            | Соперник Результат                       | Соперник Результат                  | Соперник Результат            | Место |
| ------------------------- | ---------------------------------------- | ------------ | ------------ | ----------------------------- | ---------------------------------- | --------------------------------------------- | ---------------------------------------- | ----------------------------------- | ----------------------------- | ----- |
| Индивидуальное первенство | Такахару Фурукава                        | 679          | 5            | Ли Карвай (HKG) (60) Поб. 6-0 | Дмитрий Грачёв (UKR) (28) Поб. 6-4 | Борд Нестенг (NOR) (21) Поб. 6-2              | Хаирул Ануар Мохамад (MAS) (20) Поб. 6-2 | Рик ван дер Вен (NED) (16) Поб. 6-5 | О Джин Хёк (KOR) (3) Пор. 1-7 | 2     |
| Индивидуальное первенство | Ю Исидзу                                 | 671          | 15           | Саймон Терри (GBR) (50)       |                                    |                                               |                                          |                                     |                               |       |
| Индивидуальное первенство | Хидэки Кикути                            | 659          | 44           | Борд Нестенг (NOR) (21)       |                                    |                                               |                                          |                                     |                               |       |
| Командное первенство      | Хидэки Кикути Такахару Фурукава Ю Исидзу | 2009         | 5            |                               |                                    | Индия (12) · поб. 214:214 · перестрелка 29:27 | США (4) · пор. 219:220                   | Завершили выступление               | Завершили выступление         | 6     |

Женщины
| Соревнование              | Спортсмены                            | Квалификация | Квалификация | 1/32 финала                    | 1/16 финала        | 1/8 финала         | Четвертьфинал      | Полуфинал          | Финал              |
| Соревнование              | Спортсмены                            | Результат    | Место        | Соперник Результат             | Соперник Результат | Соперник Результат | Соперник Результат | Соперник Результат | Соперник Результат |
| ------------------------- | ------------------------------------- | ------------ | ------------ | ------------------------------ | ------------------ | ------------------ | ------------------ | ------------------ | ------------------ |
| Индивидуальное первенство | Мики Каниэ                            | 665          | 6            | Татьяна Дорохова (UKR) (59)    |                    |                    |                    |                    |                    |
| Индивидуальное первенство | Рэн Хаякава                           | 654          | 16           | Кристине Бьерендаль (SWE) (49) |                    |                    |                    |                    |                    |
| Индивидуальное первенство | Каори Каванака                        | 646          | 28           | Беренжер Шу (FRA) (37)         |                    |                    |                    |                    |                    |
| Командное первенство      | Рэн Хаякава Мики Каниэ Каори Каванака | 1965         | 5            |                                |                    | Украина (12)       |                    |                    |                    |

### Триатлон
Спортсменов — 2
Мужчины
| Соревнование              | Спортсмен | Плавание | Велоспорт | Бег | Итоговое время | Место | Отставание |
| ------------------------- | --------- | -------- | --------- | --- | -------------- | ----- | ---------- |
| Индивидуальное первенство |           |          |           |     |                |       |            |

Женщины
| Соревнование              | Спортсмен | Плавание | Велоспорт | Бег | Итоговое время | Место | Отставание |
| ------------------------- | --------- | -------- | --------- | --- | -------------- | ----- | ---------- |
| Индивидуальное первенство |           |          |           |     |                |       |            |

### Тхэквондо
Спортсменов — 2
Женщины
| Соревнование | Спортсмен      | Турнир       | 1/8 финала         | Четвертьфинал      | Полуфинал          | Финал              |
| Соревнование | Спортсмен      | Турнир       | Соперник Результат | Соперник Результат | Соперник Результат | Соперник Результат |
| ------------ | -------------- | ------------ | ------------------ | ------------------ | ------------------ | ------------------ |
| до 49 кг     | Эрика Касахара | За 1-е место |                    |                    |                    |                    |
| до 49 кг     | Эрика Касахара | За 3-е место |                    |                    |                    |                    |
| до 67 кг     | Маю Хамада     | За 1-е место |                    |                    |                    |                    |
| до 67 кг     | Маю Хамада     | За 3-е место |                    |                    |                    |                    |

### Тяжёлая атлетика
Спортсменов — 5
Мужчины
| Категория    | Спортсмен    | Вес    | Рывок | Рывок | Рывок | Толчок | Толчок | Толчок | Всего | Место |
| Категория    | Спортсмен    | Вес    | 1     | 2     | 3     | 1      | 2      | 3      | Всего | Место |
| ------------ | ------------ | ------ | ----- | ----- | ----- | ------ | ------ | ------ | ----- | ----- |
| свыше 105 кг | Кадзуоми Ота | 146.51 | 180   | 184   | 185   | 215    | 215    | 222    | 400   | 13    |

Женщины
| Категория   | Спортсмен       | Вес    | Рывок | Рывок | Рывок | Толчок | Толчок | Толчок | Всего | Место |
| Категория   | Спортсмен       | Вес    | 1     | 2     | 3     | 1      | 2      | 3      | Всего | Место |
| ----------- | --------------- | ------ | ----- | ----- | ----- | ------ | ------ | ------ | ----- | ----- |
| до 48 кг    | Хироми Миякэ    | 47.74  | 83    | 85    | 87    | 108    | 110    | 113    | 197   | 2     |
| до 48 кг    | Хонами Мидзуоти | 47.77  | 76    | 78    | 80    | 92     | 94     | 96     | 176   | 6     |
| до 53 кг    | Канаэ Яги       | 52.36  | 82    | 82    | 85    | 105    | 109    | 109    | 191   | 12    |
| свыше 75 кг | Мами Симамото   | 105.90 | 103   | 107   | 110   | 138    | 143    | 146    | 253   | 9     |

### Футбол
Спортсменов — 36

#### Мужчины
Состав команды
| №              | Имя              | Клуб                | Дата рождения    | Возраст | Игр     | Голов   |
| Вратари        | Вратари          | Вратари             | Вратари          | Вратари | Вратари | Вратари |
| -------------- | ---------------- | ------------------- | ---------------- | ------- | ------- | ------- |
| 1              | Сюити Гонда      | Токио               | 3 марта 1989     | 23      | 6       | -5      |
| 18             | Сюнсукэ Андо     | Кавасаки Фронтале   | 10 августа 1990  | 21      | 0       | 0       |
| Защитники      |                  |                     |                  |         |         |         |
| 2              | Юхэй Токунага*   | Токио               | 25 сентября 1983 | 28      | 5       | 0       |
| 4              | Хироки Сакаи     | Ганновер 96         | 12 апреля 1990   | 22      | 4       | 0       |
| 5              | Мая Ёсида*       | ВВВ-Венло           | 24 августа 1988  | 23      | 6       | 1       |
| 8              | Кадзуя Ямамура   | Касима Антлерс      | 2 декабря 1989   | 22      | 3       | 0       |
| 12             | Готоку Сакаи     | Штутгарт            | 14 марта 1991    | 21      | 4       | 0       |
| 13             | Дайсукэ Судзуки  | Альбирекс Ниигата   | 29 января 1990   | 22      | 6       | 0       |
| Полузащитники  |                  |                     |                  |         |         |         |
| 3              | Такахиро Огихара | Сересо Осака        | 5 октября 1991   | 20      | 5       | 0       |
| 6              | Тайсукэ Мурамацу | Симидзу С-Палс      | 19 декабря 1989  | 22      | 1       | 0       |
| 10             | Кэйго Хигаси     | Омия Ардия          | 20 июля 1990     | 22      | 6       | 0       |
| 14             | Такаси Усами     | Хоффенхайм          | 6 мая 1992       | 20      | 4       | 0       |
| 16             | Хотару Ямагути   | Сересо Осака        | 6 октября 1990   | 21      | 6       | 0       |
| 17             | Хироси Киётакэ   | Нюрнберг            | 12 ноября 1989   | 22      | 6       | 0       |
| Нападающие     |                  |                     |                  |         |         |         |
| 7              | Юки Оцу          | Боруссия (М)        | 24 марта 1990    | 22      | 6       | 3       |
| 9              | Кэнъю Сугимото   | Токио Верди         | 18 ноября 1992   | 19      | 4       | 0       |
| 11             | Кэнсукэ Нагаи    | Нагоя Грампус       | 5 марта 1989     | 23      | 6       | 2       |
| 15             | Манабу Сайто     | Иокогама Ф. Маринос | 4 апреля 1990    | 22      | 5       | 0       |
| Главный тренер |                  |                     |                  |         |         |         |
| Флаг Японии    | Такаси Сэкидзука | Такаси Сэкидзука    | 26 октября 1960  | 51      |         |         |

Результаты
Группа D
|   | Команда  | И | В | Н | П | ГЗ | ГП | +/- | Очки |
| - | -------- | - | - | - | - | -- | -- | --- | ---- |
| 1 | Япония   | 3 | 2 | 1 | 0 | 2  | 0  | +2  | 7    |
| 2 | Гондурас | 3 | 1 | 2 | 0 | 3  | 2  | +1  | 5    |
| 3 | Марокко  | 3 | 0 | 2 | 1 | 2  | 3  | -1  | 2    |
| 4 | Испания  | 3 | 0 | 1 | 2 | 0  | 2  | -2  | 1    |

| 26 июля 2012 14:45 UTC+1 | \| Испания \| 0:1 (0:1) Отчёт \| Япония \| \| \| Голы \| Юки Оцу 34′ \| | Стадион: Хэмпден Парк, Глазго Зрителей: 37 726 Судья: Марк Гейгер |
| Испания                  | 0:1 (0:1) Отчёт                                                         | Япония                                                            |
|                          | Голы                                                                    | Юки Оцу 34′                                                       |

| 29 июля 2012 19:45 UTC+1 | \| Япония \| 1:0 (0:0) Отчёт \| Марокко \| \| Нагаи 84′ \| Голы \| \| | Стадион: Сент-Джеймс Парк, Ньюкасл Зрителей: 24 936 Судья: Свейн Оддвар Моэн |
| Япония                   | 1:0 (0:0) Отчёт                                                       | Марокко                                                                      |
| Нагаи 84′                | Голы                                                                  |                                                                              |

| 1 августа 2012 17:00 UTC+1 | \| Япония \| 0:0 (0:0) Отчёт \| Гондурас \| | Стадион: Стадион города Ковентри, Ковентри Зрителей: 25 862 Судья: Селим Жедиди |
| Япония                     | 0:0 (0:0) Отчёт                             | Гондурас                                                                        |

1/4 финала
| 4 августа 2012 12:00 UTC+1      | \| Япония \| 3:0 (1:0) Отчёт \| Египет \| \| Нагаи 14′ · Ёсида 78′ · Оцу 83′ \| Голы \| \| | Стадион: Олд Траффорд, Манчестер Зрителей: 70 722 Судья: Марк Гейгер |
| Япония                          | 3:0 (1:0) Отчёт                                                                            | Египет                                                               |
| Нагаи 14′ · Ёсида 78′ · Оцу 83′ | Голы                                                                                       |                                                                      |

1/2 финала
| 7 августа 2012 17:00 UTC+1 | \| Япония \| 1:3 (1:1) Отчёт \| Мексика \| \| Оцу 12′ \| Голы \| Фабиан 31′ · Перальта 65′ · Кортес 90+3′ \| | Стадион: Уэмбли, Лондон Зрителей: 82 372 Судья: Джанлука Рокки |
| Япония                     | 1:3 (1:1) Отчёт                                                                                              | Мексика                                                        |
| Оцу 12′                    | Голы | Фабиан 31′ · Перальта 65′ · Кортес 90+3′                       |

Матч за 3-е место
| 10 августа 2012 19:45 UTC+1      | \| Республика Корея \| 2:0 (1:0) Отчёт \| Япония \| \| Пак Чу Ён 38′ · Ку Джа Чхоль 57′ \| Голы \| \| | Стадион: Миллениум, Кардифф Зрителей: 56 393 Судья: Равшан Ирматов |
| Республика Корея                 | 2:0 (1:0) Отчёт                                                                                       | Япония                                                             |
| Пак Чу Ён 38′ · Ку Джа Чхоль 57′ | Голы                                                                                                  |                                                                    |

#### Женщины
Состав команды
Результаты
Группа F
|   | Команда | И | В | Н | П | ГЗ | ГП | +/- | Очки |
| - | ------- | - | - | - | - | -- | -- | --- | ---- |
| 1 | Швеция  | 1 | 1 | 0 | 0 | 4  | 1  | +3  | 3    |
| 2 | Япония  | 1 | 1 | 0 | 0 | 2  | 1  | +1  | 3    |
| 3 | Канада  | 1 | 0 | 0 | 0 | 1  | 2  | -1  | 0    |
| 4 | ЮАР     | 1 | 0 | 0 | 0 | 1  | 4  | -3  | 0    |

| 25 июля 2012 17:00 UTC+1 | \| Япония \| 2:1 (2:0) Отчёт \| Канада \| \| Кавасуми 33′ · Мияма 44′ \| Голы \| Танкреди 55′ \| | Стадион: Рико Арена, Ковентри Зрителей: 14 119 Судья: Кирси Хейккинен |
| Япония                   | 2:1 (2:0) Отчёт                                                                                  | Канада                                                                |
| Кавасуми 33′ · Мияма 44′ | Голы                                                                                             | Танкреди 55′                                                          |

| 28 июля 2012 12:00 UTC+1 | \| Япония \| [Отчёт] \| Швеция \| | Стадион: Рико Арена, Ковентри |
| Япония                   | [Отчёт]                           | Швеция                        |

| 31 июля 2012 14:30 UTC+1 | \| Япония \| [Отчёт] \| ЮАР \| | Стадион: Миллениум, Кардифф |
| Япония                   | [Отчёт]                        | ЮАР                         |

### Хоккей на траве
Женщины
Состав команды
Результаты
Группа A
| Место | Команда          | И | В | Н | П | ГЗ | ГП | +/- | Очки |
| ----- | ---------------- | - | - | - | - | -- | -- | --- | ---- |
| 1     | Нидерланды       | 5 | 5 | 0 | 0 | 12 | 5  | +7  | 15   |
| 2     | Великобритания   | 5 | 3 | 0 | 2 | 14 | 7  | +7  | 9    |
| 3     | Китай            | 5 | 2 | 1 | 2 | 6  | 3  | +3  | 7    |
| 4     | Республика Корея | 5 | 2 | 0 | 3 | 9  | 13 | −4  | 6    |
| 5     | Япония           | 5 | 1 | 1 | 3 | 4  | 9  | −5  | 4    |
| 6     | Бельгия          | 5 | 0 | 2 | 3 | 2  | 10 | −8  | 2    |